# Urbanator
Urbanator – projekt polskiego skrzypka i saksofonisty jazzowego Michała Urbaniaka. Skład zespołu współtworzą ponadto perkusista Lenny White, basista Al McDowell oraz klawiszowiec Jon Dryden.
Debiutancki album projektu zatytułowany Urbanator ukazał się w 1994 roku nakładem Hip Bop Records. Materiał został nagrany w składzie Michał Urbaniak (skrzypce, saksofon), Lenny White (perkusja), Al McDowell (gitara basowa) oraz Jon Dryden (instrumenty klawiszowe). W nagraniach wzięli udział liczni goście w tym m.in. pianista Herbie Hancock, saksofonista Michael Brecker oraz basista Marcus Miller, a także raperzy Muckhead i Solid.
Drugi album projektu pt. Urbanator II trafił do sprzedaży w 1996 roku ponownie dzięki Hip Bop Records. W pracach nad wydawnictwem Lenny'ego White'a zastąpił Rodney Holmes. Z kolei wśród gości znaleźli się m.in. trębacz Tom Browne, gitarzysta Ed Hamilton oraz pianista Denzil Miller.
Trzecia część projektu – Urbanator III – ukazała się w 2005 roku. Na tejże płycie do składu powrócił Lenny White. W pracach nad wydawnictwem uczestniczyła także córka Michała Urbaniaka – Mika, która zaśpiewała w utworze „J.A.Z.Z.”.

## Dyskografia
- Urbanator (1994, Hip Bop Records)[5]
- Urbanator II (1996, Hip Bop Essence)[6]
- Urbanator III (2005, EMI Music Poland, Big Blue Records)[7]